# Britisch-Niederländischer Krieg um Java

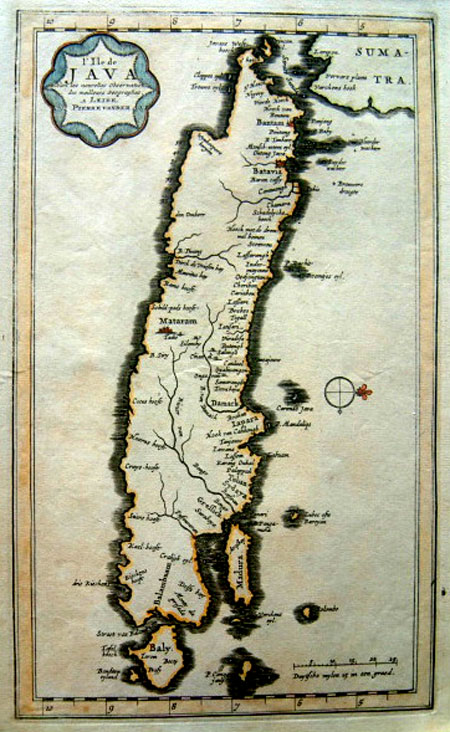
Die Insel Java um 1720

Der Britisch-Niederländische Krieg um Java war eine kriegerische Auseinandersetzung im Jahr 1811 zwischen dem Vereinigten Königreich und den Niederlanden, die sich auf der indonesischen Insel Java ereignete. Der Krieg endete mit einem britischen Sieg und führte zur Einsetzung von Thomas Stamford Raffles als Gouverneur.
Zum Ende des 18. Jahrhunderts zeichnete sich das Scheitern des kommerziellen Imperiums der Niederländischen Ostindien-Kompanie (VOC) immer deutlicher ab. Der Niedergang des Gewürzhandels und sinkender Profit, welcher höhere Kosten für territorialen Kontrolle bedeutete, zusammen mit schlechter Wirtschaftlichkeit und Korruption führten schließlich zum Untergang der VOC. Am 31. Dezember 1799 wurde die VOC für insolvent erklärt und von der niederländischen Regierung zusammen mit 140 Millionen Gulden Schulden übernommen. Im Jahr 1806 übergab die Regierung der Batavischen Republik die Kontrolle von Niederländisch-Indien an das Ministerium für Kolonien. Napoléon Bonaparte führte die Monarchie wieder ein und setzte seinen Bruder Louis als König ein.

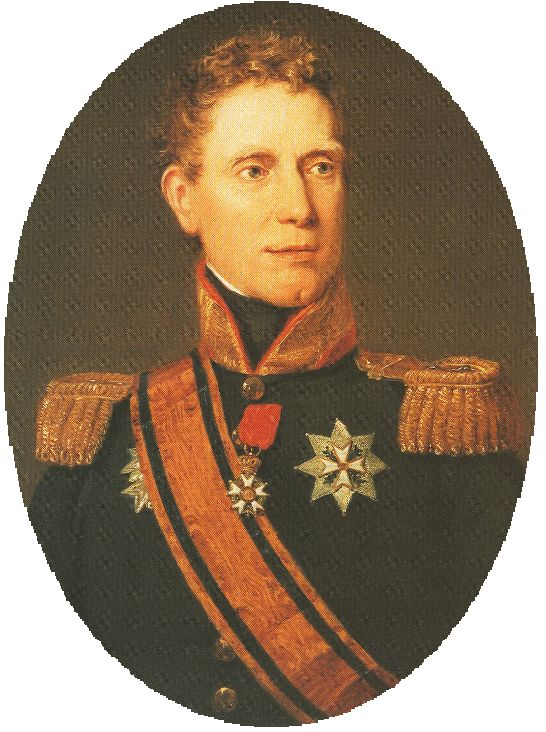
Generalgouverneur Jan Willem Janssens

Die Kolonialverwaltung fürchtete, dass der Krieg gegen Großbritannien zur Besetzung ihrer Besitztümer in Südostasien führen könnte und setzte Herman Willem Daendels als Generalgouverneur ein, der die Kolonie „mit eiserner Hand“ regierte. Dieser ließ Befestigungsanlagen auf Java errichten und verpflichtete junge Männer zum Militärdienst. Zwangsarbeiter mussten eine 1000 Kilometer lange Straße – niederländisch Grote Postweg – entlang der Nordküste bauen. Gerüchte, dass Daendels die Kolonie von den Niederlanden abspalten wolle, führten jedoch zu seiner Abberufung und zur Ernennung von Jan Willem Janssens als neuem Generalgouverneur, der seinen Posten im Juni 1811 antrat.
Die Briten, die im Jahr zuvor die Molukken mit den Inseln Ambon und Ternate besetzt hatten, befürchteten eine Übernahme der restlichen niederländischen Besitztümer durch das feindliche Frankreich und griffen Java unter dem Kommando von Samuel Auchmuty und mit Begleitung des indischen Generalgouverneurs Gilbert Elliot Ende August an. Am 28. August 1811 stürmten britische Truppen die stark befestigte Stellung von Meester Cornelis, heute im Subdistrikt Jatinegara in Jakarta, und nach der Eroberung der Stadt Semarang im September kapitulierte Janssens.
Die britische Regierung übernahm die Besitztümer und machte Thomas Stamford Raffles, den späteren Gründer von Singapur, zum Lieutenant-Governor. Als oberster Verwaltungsbeamter der Kolonie leitete Raffles eine Reihe von politischen und wirtschaftlichen Reformen ein. Basierend auf der Ansicht, dass keine Handelskompanie oder Regierung bestehen könne, wenn die Menschen ausgebeutet werden, verringerte er zunächst den Einfluss der einheimischen Adligen und führte im Oktober 1813 eine Bodenreform (niederländisch Land Rent) durch.
Mit der Niederlage Napoléons in der Schlacht bei Waterloo im Juni 1815 und dem hiermit einhergehenden Ende der Koalitionskriege übergaben die Briten Java im Jahr 1816 wieder an die Niederlande.